# Anse Royale (miejscowość)
Anse Royale – miejscowość na Seszelach położona we wschodniej części wyspy Mahé, stolica dystryktu Anse Royale.